# ウエスタン・パシフィック航空
ウエスタン・パシフィック航空（ウエスタン・パシフィックこうくう・Western Pacific Airlines）はかつてアメリカ合衆国のコロラド州コロラドスプリングスを本拠地としていた格安航空会社である。利用者からは「ウエストパック(Westpac)」として親しまれた。

## 概要

### 創業期
1994年9月に「コマーシャル・エア」として設立された。
コロラド州の州都であるデンバー市では、それまで使用してきたステープルトン国際空港を代替するため、1989年にデンバー国際空港を開港していたが、デンバー市内からデンバー国際空港までの距離は、ステープルトン国際空港の倍ほどもあった上、着陸料も高額だった。同社は都市部から遠い上にコストがかかる空港を避けるため、コロラド・スプリングス空港をハブ空港として選択した。この空港はデンバーの南に位置し、もともと米軍しか使用していなかった空港で、民間にも開放された1992年当時では、コロラド州でもっとも長い滑走路を有する空港であった上、大手航空会社の乗り入れもなかった。
その後、社名を「ウエスタン・パシフィック航空」に変更し、1995年4月28日に運航を開始した。当初は主にミシシッピ川の西側の都市を結ぶ路線を運航していた。その後、機材の増強とともにネットワークを拡大、さらにデンバーを拠点としていたコミューター航空会社であるマウンテン・エア・エクスプレスを買収、1997年にはワシントンD.C.にまで路線網が拡大された。

### ロゴジェット
同社の航空機最大の特徴であり、同社の知名度を高めることにも貢献した施策は、「ロゴジェット」と称して機体を広告媒体として活用したことである。いくつかの機材では広告ではなく独自の塗装のものもあったが、広告塗装の種類は14種類もあった。主な広告主はテーマパークやカジノ、また地元コロラド州の観光協会や大学などが挙げられた。また、自社の割引運賃のプロモーションにも活用されていた他、まだ広告のついていない機体にも「FUTURE LOGO JET」や「BEAT THE SYSTEM」といった同社のスローガンのような文言が描かれたこともあった。
この広告塗装は、垂直尾翼までもフルに活用したもので、カジノのショーガールや観光鉄道の蒸気機関車などが描かれ、同社の航空機であることを示すのは機体前方のロゴマークだけであった。
これらの広告塗装機は、アメリカ国内ならず日本やヨーロッパの航空雑誌でも紹介され、航空ファンにも話題を提供した。

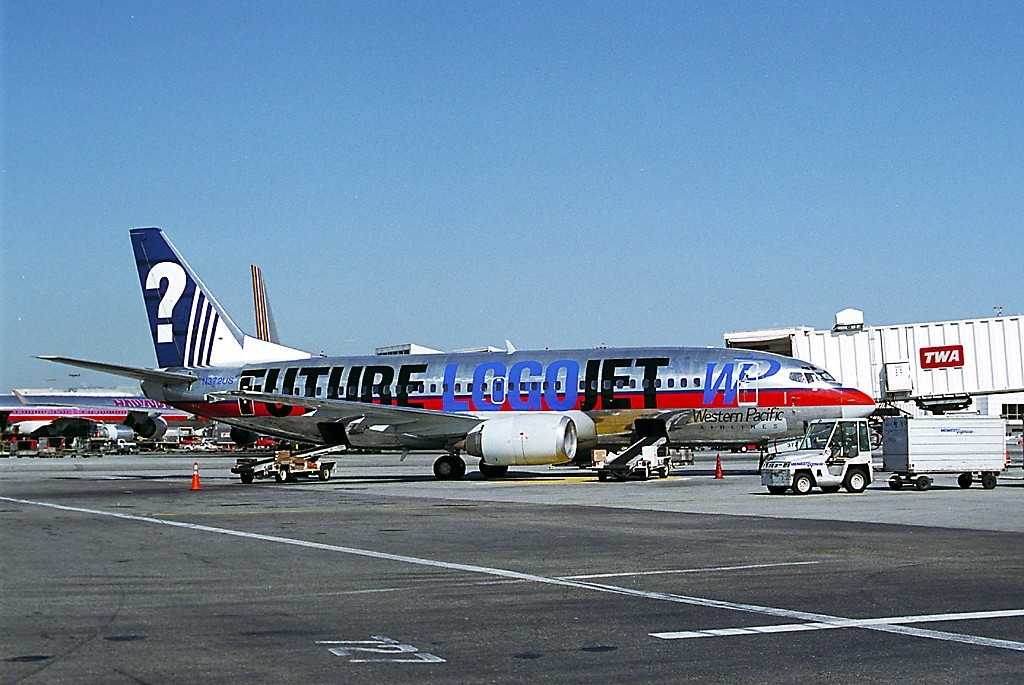
FUTURE LOGO JET機
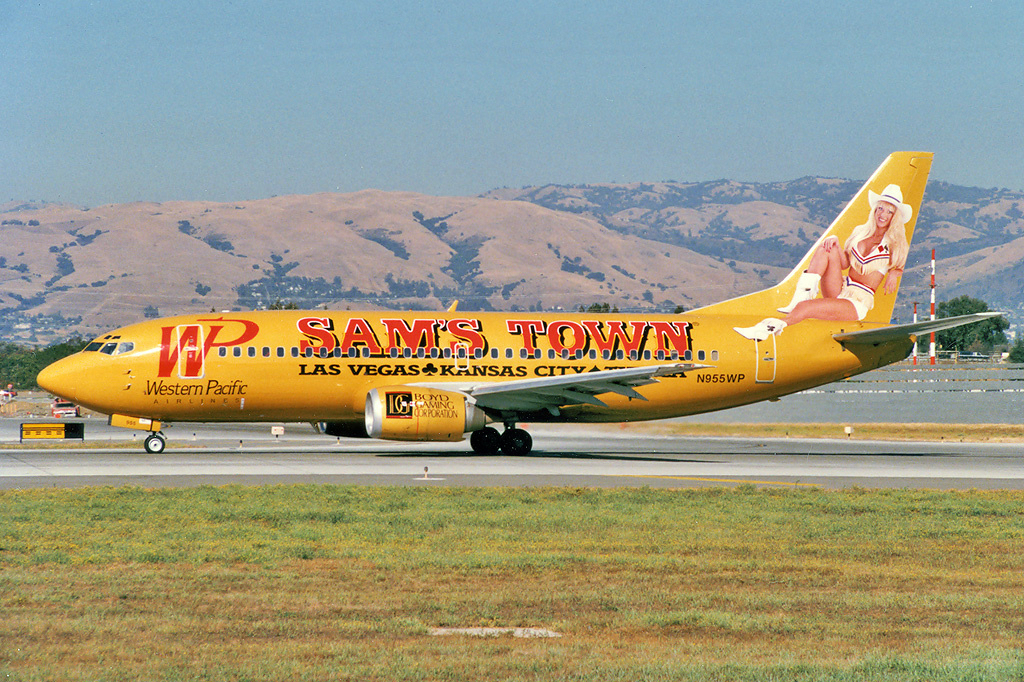
Sam's Townのロゴをあしらったロゴジェット機
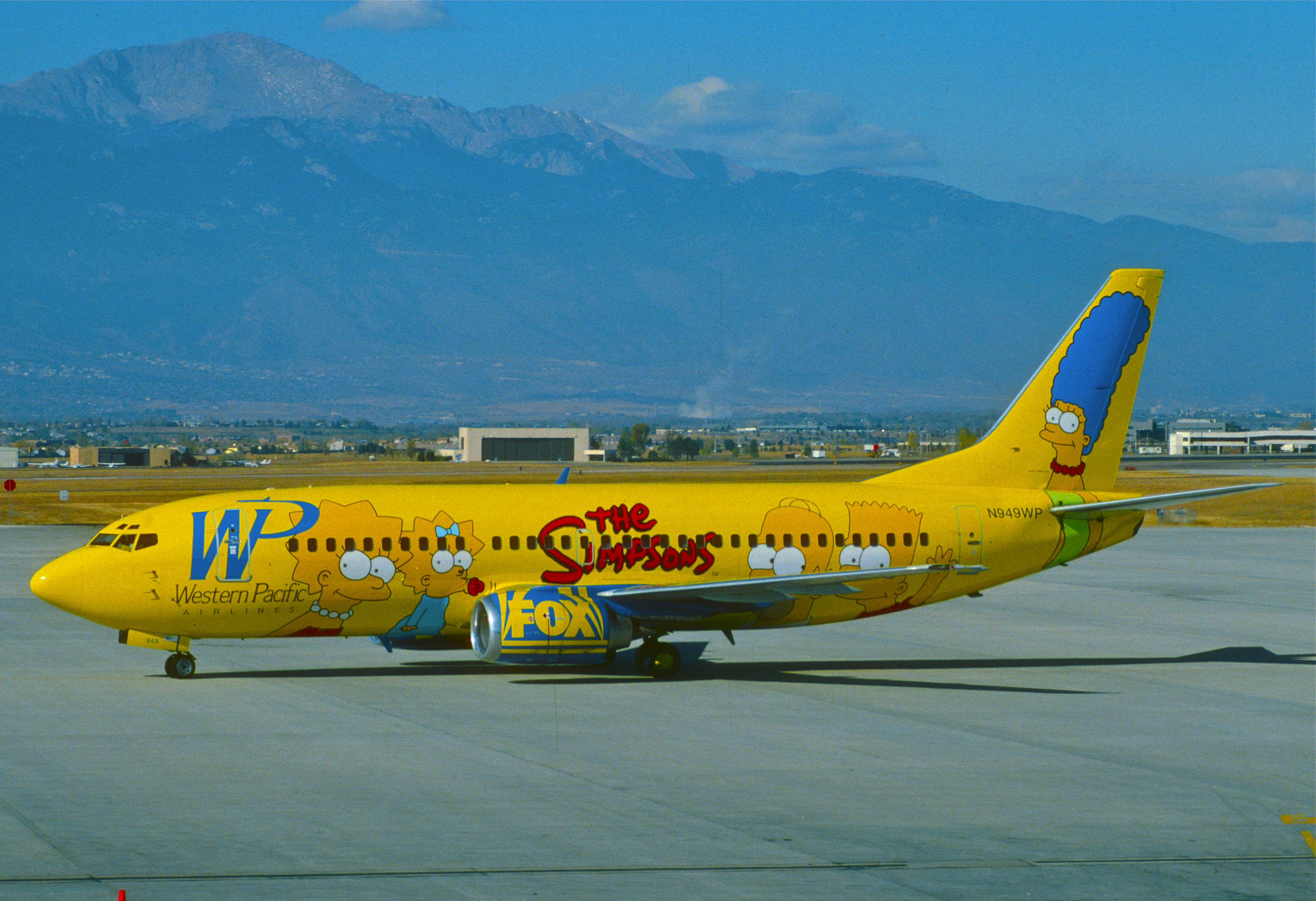
ザ・シンプソンズのキャラクターが描かれたロゴジェット機

### 運航停止まで
コロラド・スプリングス空港は、同社がハブ空港として使用するための要求を満たすために拡張されたが、設立から2年を経過した1997年の時点で、同社は十分な業績を上げてはいなかった。また、デンバーを拠点とするフロンティア航空が成功しており、同社の経営を圧迫した。このため、同社は1997年にコロラドスプリングズからデンバー国際空港にハブを移すことを決定した。
ハブ空港の移転が済むと、同社はフロンティア航空との合併交渉に入ったが、合併は成立せず、1997年10月6日には連邦倒産法第11章（チャプター11）が適用され、同社は再生のために出資者を募った。しかし、出資者が集まることはなく、1998年2月4日に連邦倒産法第7章（チャプター7）が適用され、同社は全ての航空機の運航を停止、清算された。

## 機材
ボーイング737-300が主力機として使用されたが、必要に応じてボーイング727をリースして使用することもあった。

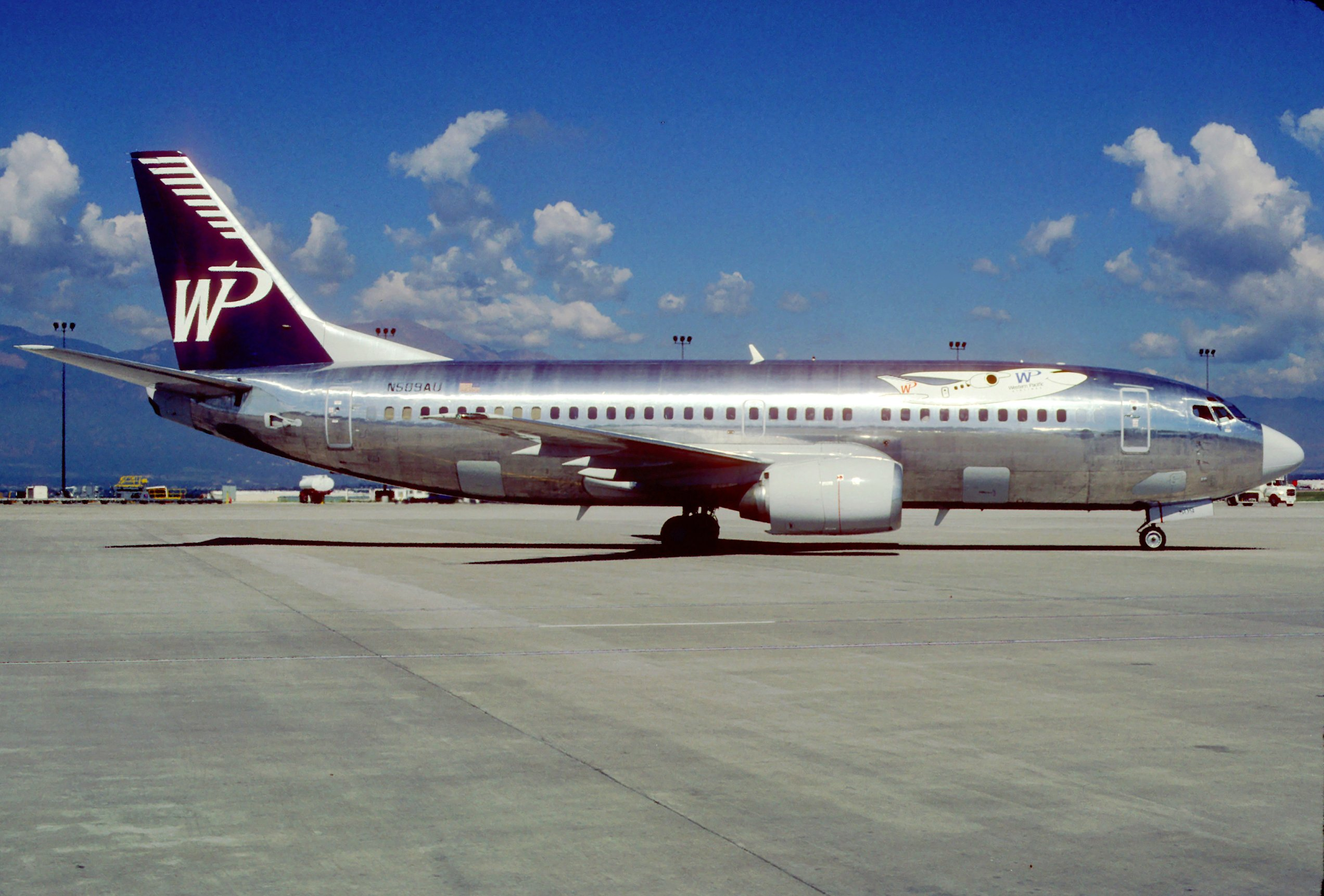
ボーイング737-3B7
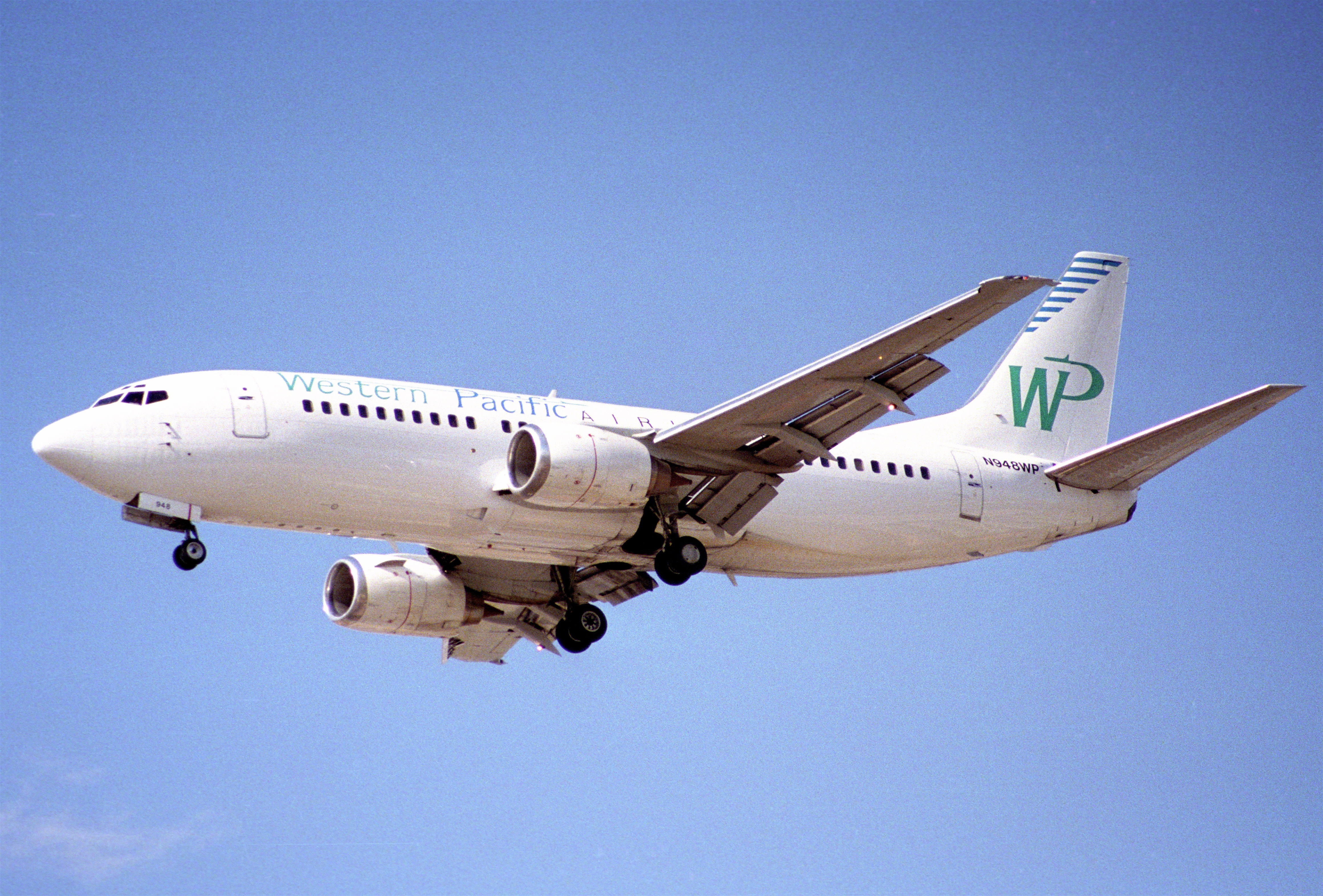
ボーイング737-301
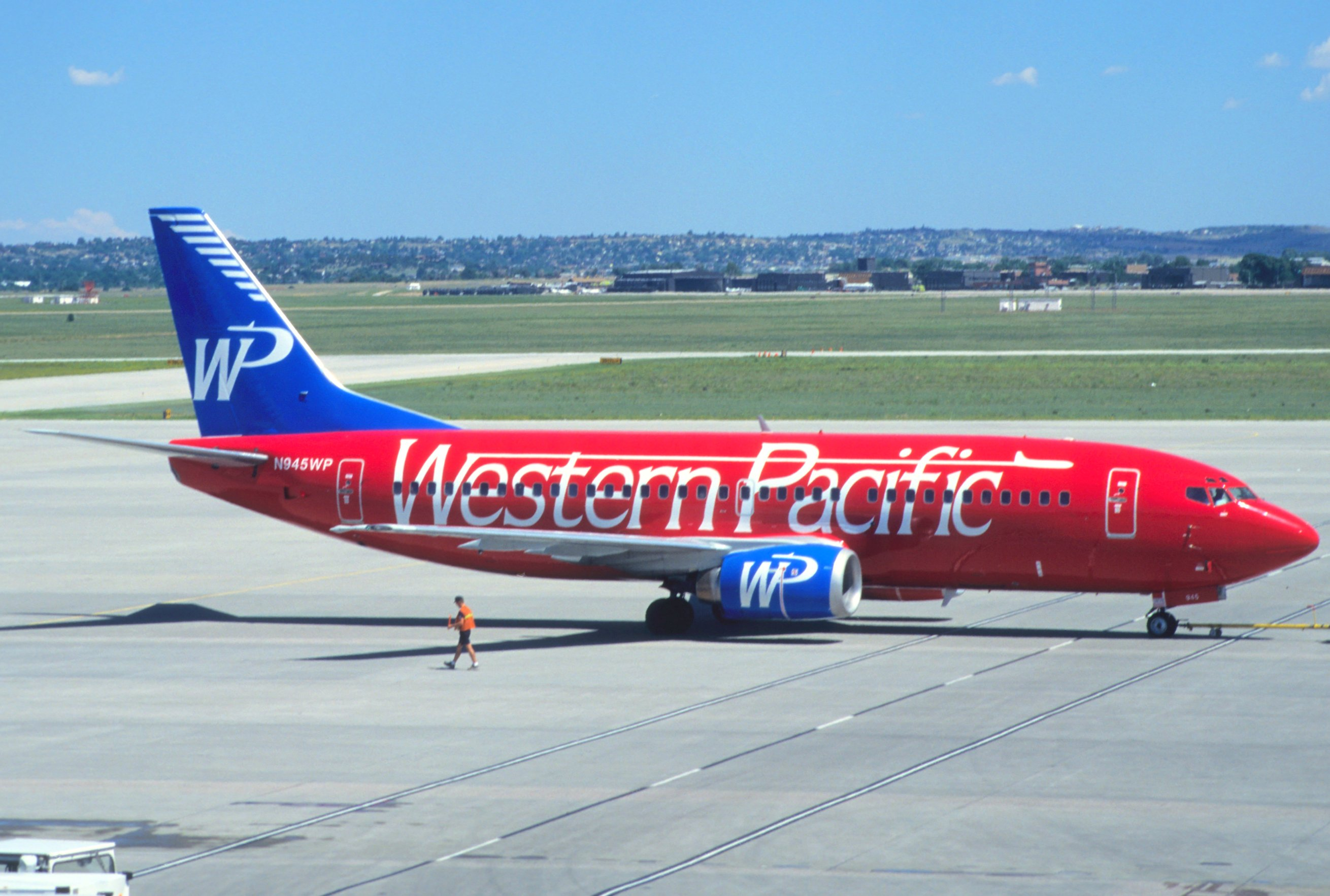
ボーイング737-3K9